# Nedlitz (Potsdam)
Nedlitz ist ein Gemeindeteil der Landeshauptstadt Potsdam (Brandenburg). Der Ort liegt am Südufer des Weißen Sees, des Jungfernsees und zu einem kleinen Teil auch am Fahrlander See. Nedlitz war bis zur Eingemeindung 1935 zu Potsdam eine selbständige Gemeinde. Nedlitz hat 181 Einwohner (Stand 31. Dezember 2019).

## Lage

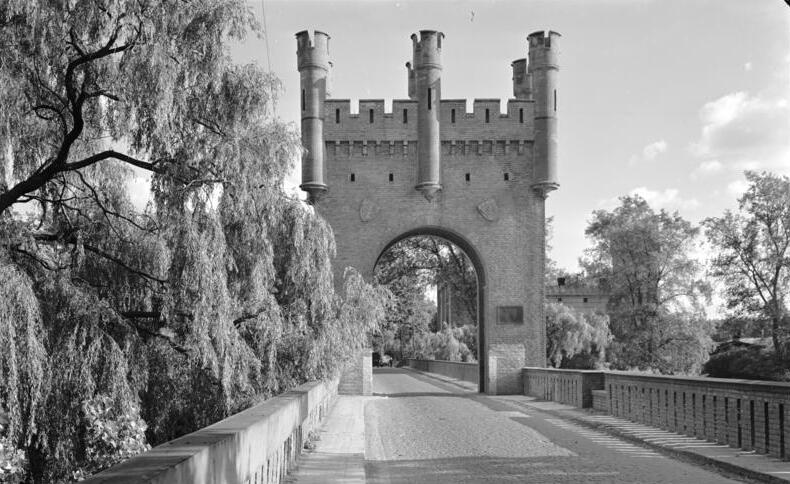
Nedlitzer Nordbrücke, Blickrichtung nach Süden

Der Ortskern von Nedlitz liegt rund 4,5 Kilometer Luftlinie vom Innenstadtkern von Potsdam entfernt und ca. vier Kilometer südöstlich von Fahrland. Die Insel Nedlitz im Norden zwischen Nedlitz und Neu Fahrland entstand mit Fertigstellung des Nedlitzer Durchstichs als geradlinige Verbindung von Jungfernsee und Weißem See 1902–1904 und war vorher mit Nedlitz verbunden. Die Nedlitzer Alte Fahrt im Norden war bis dahin die einzige Wasserverbindung zwischen Lehnitzsee und Weißem See. Auf Vorkriegsmesstischblättern ist die Gemarkungsgrenze auch noch um die Alte Fahrt herum eingezeichnet. Die Insel Nedlitz gehört aber nicht mehr zur Gemarkung Nedlitz (Nr. 120506), sondern zur Gemarkung Neu Fahrland (Nr. 123839). Die Insel wird in neuerer Zeit daher auch Insel Neu Fahrland genannt – auch in offiziellen Dokumenten und Karten der Stadt Potsdam. Wann dieser Teil der ursprünglichen Gemarkung abgetrennt wurde, ließ sich bisher nicht ermitteln.

## Geschichte

### Überblick
Nedlitz bzw. seine Fähre wird 1323 erstmals in einer Urkunde erwähnt (ad passagium Nedeliz). Das Namenbuch vermutet jedoch, dass es sich bei dieser Urkunde um eine Fälschung handeln könnte. Nach Reinhard Fischer leitet sich der Name Nedlitz von einer plb. Grundform *Nedělišče oder * Nedělica, was er als Gemeingut, gemeinschaftliche Wirtschaft deutet. Nach der Dorfform war Nedlitz ursprünglich ein kleines Platzdorf oder Weiler mit einem Fähretablissement.

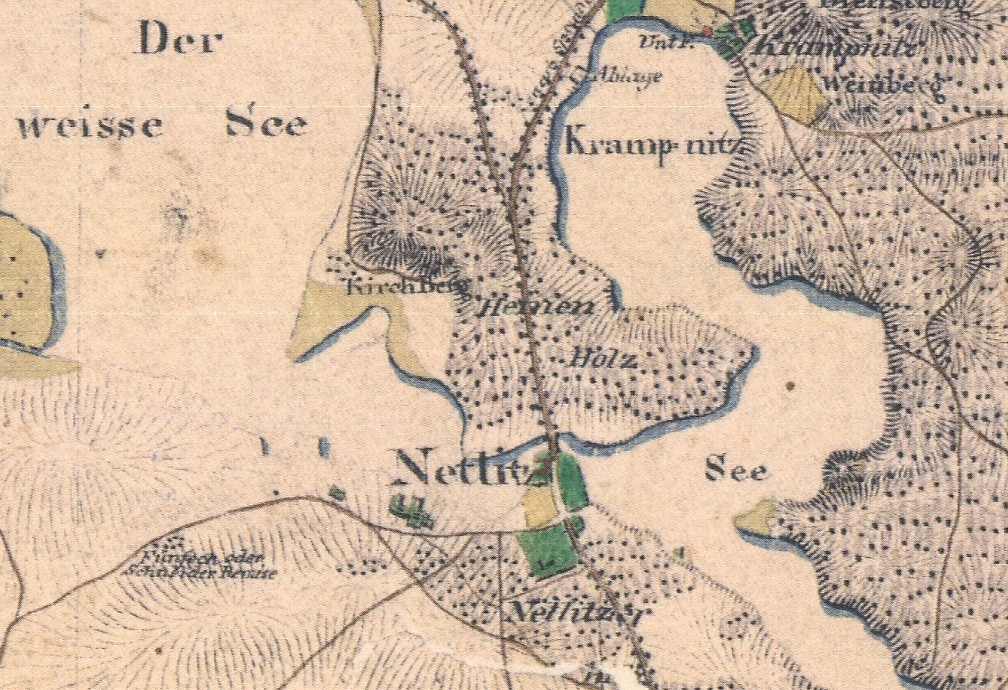
Nedlitz auf dem Deckerschen Kartenwerk Umgebung von Berlin 1:50.000 Blatt 4 von 1816–1819

### Ur- und Frühgeschichte
Die Anfänge von Nedlitz reichen bis in die Ur- und Frühgeschichte zurück. Die Gemarkung von Nedlitz war ein siedlungsgünstiger Ort, wie Bodenfunde seit der Jungsteinzeit zeigen. Aus der Bronzezeit sind sogar mehrere Fundplätze bekannt. Auch aus der Römischen Kaiserzeit sind mehrere Siedlungsplätze nachgewiesen. Aus der slawischen Zeit kennt man bisher drei Siedlungskerne. Ob eine der slawischen namentlich nicht bekannten Siedlungen, wie der Name Nedlitz evtl. vermuten lassen könnte, kontinuierlich in die spätmittelalterliche Siedlung überging, ist nicht gesichert.

### Mittelalter und Frühe Neuzeit – Die Nedlitzer Fähre
Bedeutender als die Siedlung war die Fähre über eine schmale Verbindung von Weißem See und Jungfernsee. Die Fähre wurde erstmals 1323 erwähnt. Diese anscheinend sehr wichtige Fähre wird auch in Urkunden von 1435, 1451 und 1588 erwähnt. Am 17. Februar 1435 hatte Markgraf Johann die Brüder Otto und Heinrich von Hake mit Kleinmachnow, Stahnsdorf, der Nedlitzer Fähre und mit Anteilen von Sputendorf, Kiekebusch und Melwendorf belehnt. 1475 erhielten Brüder und Vettern Heinrich, Asmus, Heyne, Achim, Otte und Hans einen Gesamtlehenbrief von Markgraf Albrecht über ihre Lehen, darunter auch die Fähre bei Nedlitz.
1441/1445 belehnte der brandenburgische Markgraf Friedrich II. Otto I. von Hake u. a. mit den Einnahmen aus der Fähre von Nedlitz, die jährlich fünf Hühner einbrachte. Otto von Hake († vor 1474) vererbte seine Lehngüter (mit der Fähre bei Nedlitz) an seine Söhne Heinrich und Erasmus (Asmus). Noch 1485 waren die Brüder in gemeinschaftlichem Besitz der Lehngüter. Bei der Teilung des Kleinmachnower Rittersitzes in den folgenden Jahren kam die Nedlitzer Fähre mit einer Hälfte des Rittersitzes in den Besitz des Heinrich von Hake.
Heinrich von Hake war zweimal verheiratet. Aus der Ehe mit der früh verstorbenen Anna von Krummensee († 1486) stammte der einzige Sohn Joachim. Heinrich ist zwischen 1487 und 1496 verstorben. Der zum Zeitpunkt seines Todes noch minderjährige Sohn Joachim erhielt seinen Onkel Erasmus von Hake als Vormund.
Joachim von Hake (* um 1480/1486; † 1540) erbte von seinem Vater den halben Rittersitz Kleinmachnow, zu dem auch die Nedlitzer Fähre gehörte. Er war einer von zehn Adligen, die sich am 18. April 1539 in Teltow trafen und eine schriftliche Erklärung abgaben, zur reinen evangelischen Lehre überzutreten und in ihren Dörfern Pfarrer anzustellen, die die neue Lehre vertraten. Wichtig war den Unterzeichnern des Dokuments, dass keine Gewalt angewendet werden sollte, um die Untertanen zum Übertritt zur neuen Lehre zu gewinnen. Joachim von Hake war mit Anna von Redern aus dem Hause Schwante, Tochter des Klaus von Redern und Schwante und Wansdorf und der Katharina von Schönebeck, verheiratet, mit der er um 1520 die Ehe schloss. Als Leibgedinge verschrieb er seiner Frau Anna 1531 zahlreiche Pächte und Zinsen in den Dörfern Kleinmachnow, Stahnsdorf, Heinersdorf, Sputendorf und Kiekebusch und auch die Einnahmen aus der Fähre von Nedlitz. Joachim von Hake starb Anfang des Jahres 1540, seine Frau Anna am 10. Juni 1541. Das Paar hinterließ die drei unmündigen Söhne Otto, Claus und Joachim. Der Sohn Claus verstarb schon 1553, und 1559 starb sein Bruder Joachim, sodass Otto (auch Otto IV. genannt) der alleinige Erbe des halben Rittersitzes Kleinmachnow mit seinem Zubehör wurde.
Otto IV. (* 23. April 1521; †  12. April 1590) war seit/um 1560 mit Margaretha von der Schulenburg († 1609) aus dem Haus Altenhausen, Tochter des Matthias von der Schulenburg auf Altenhausen und Beetzendorf und der Anna von Wenckstern, verheiratet. Er konnte eine Hälfte von Blankenfelde und Jühnsdorf erwerben sowie aus der Konkursmasse der beiden Brüder Friedrich und Asmus von Hake die andere Hälfte des Rittersitzes Kleinmachnow und so den Rittersitz Kleinmachnow wieder in einer Hand vereinen. Otto IV. und Margaretha von der Schulenburg hinterließen die Söhne Alexander, Joachim, Otto, Daniel und Hans Georg und die Töchter Catharina, Elisabeth, Sabine, Lucretia und Ermgard. 1599 teilten die fünf Söhne den umfangreichen väterlichen Besitz auf fünf Kaveln. Zwei Kavel bestanden aus Geld (je 10.000 Taler), während die drei anderen aus den zwei Hälften des Kleinmachnower Rittersitzes und die Blankenfeldischen Güter (eine Hälfte von Blankenfelde und Jühnsdorf) bestanden. Auf den Jüngsten, Hans Georg, fiel das Los mit einer Hälfte des Rittersitzes Kleinmachnow (den Otto IV. ursprünglich besaß) mit seinem Zubehör.
Hans Georg von Hake (* 1583; † 18. September 1637) heiratete 1613 Hedwig Maria von Schlaberndorf (* 1596; † 8. Februar 1664), die Tochter des Joachim von Schlaberndorf auf Schloss Beuthen, Schenkendorf und Drewitz und der Maria Hedwig von Wuthenau aus dem Hause Segeletz im Kreise Ruppin. Das Paar hatte eine ganze Reihe von Kindern, nur fünf sind namentlich bekannt bzw. wurden erwachsen; der einzige Sohn Otto und die vier Töchter Elisabeth Sophie, Catharina Sabine, Lucretia Melusine und Catharine Elisabeth. Hans Georg nahm ein tragisches Ende. Im September 1637 erstach er den Cöllner Bürgermeister Johannes Wedigen im Streit und wurde am 18. September 1637 hingerichtet.
Der einzige Sohn und Erbe Otto VII. (* 14. September 1615; † 7. Januar 1682) war seit 1640 mit Anna Maria von Pfuel (1618–1695), Tochter des Bertram von Pfuel auf Gielsdorf, Wilkendorf, Jahnsfelde und Eckersdorf und der Margarethe von Pfuel aus dem Hause Garzin und Trebnitz verheiratet. Er avancierte zu einem einflussreichen Rat des Kurfürsten. Otto IV. verkaufte am 25. August 1680 Sputendorf, drei Hufen Land auf der wüsten Feldmark Melwendorf und drei Anteile an der Fähre in Nedlitz an den Kurfürsten Friedrich Wilhelm für 4500 Taler in Dukaten, 50 Dukaten als Gnadengeschenk an Ottos Ehefrau Anna Maria und 281 Taler 16 Groschen für das Inventar. Nachdem der Kurfürst schon einige Jahre zuvor die anderen Lehnstücke auf der Nedlitzer Feldmark erworben hatte, war er nun im Vollbesitz des Dorfes und der Fähre.

### Die Holzungen und der Hof zu Nedlitz
Die Siedlung Nedlitz war im ausgehenden Mittelalter sehr klein und bestand anscheinend nur aus dem Haus des Fährmanns und einem Hof. Vier Holzungen auf der Feldmark gehörten Hofbesitzern in Bornim.
1412 wurde Hans von Etzin mit einem Lehnstück bestehend aus sieben Stück Geldes von dem Hof zu Nedlitz und der freien Fischerei auf der Havel, die zu dem Hof gehörte, von Friedrich I. belehnt, der damals noch Verweser der Mark Brandenburg für den Markgrafen und deutschen König Sigismund war. 1441/45 wurde Hans (von) Falkenrede mit drei Holzungen auf der Feldmark Nedlitz, die zu seinem Gut in Bornim gehörten belehnt. Und 1441/45 erhielt Wolter Bamme die Belehnung mit einem Wald auf der Feldmark Nedlitz, die zu seinem Hof in Bornim gehörte. 1571 und 1620 war der Hof in Nedlitz im Besitz der von Falkenrede. 1627 bis 1657 hatten die von Borgsdorff Besitzungen in Nedlitz. Alle diese Besitzungen wurden bis 1657 durch den Großen Kurfürsten erworben, der sie dann in der Folge vom Amt Potsdam verwalten ließ.

### Frühe Neuzeit (und der Bau der Nedlitzer Nordbrücke)
Die Nedlitzer Fähre wurde seit 1588 von der Familie Müller betrieben, die ihre Abgaben an die von Hakes leisteten. Nach dem Kauf der Nedlitzer Fähre 1680 durch den Kurfürsten erhielt der Fährmann Matthias Müller 1682 die Erlaubnis eine hölzerne Brücke über den Ausläufer des Weißen Sees zu errichten, und ein Zollhaus, in dem Brückenzoll kassiert wurde.
Ende des 18. Jahrhunderts waren Obstanbau und Seidenraupenzucht die vorherrschenden Wirtschaftszweige auf der Nedlitzer Gemarkung. Nach Entwürfen von Heinrich Ludwig Manger wurde 1778–80 das Fährgutshaus neu errichtet.  Es blieb jedoch unvollendet.
Ab 1843 ließ Friedrich Wilhelm IV. das Fährgutshaus nach Plänen von Ludwig Persius erweitern. 1844 veranlasste der König die Neuanlage der Chaussee von Spandau nach Potsdam, die Nedlitz durchquert. Zu dieser Zeit schilderte auch Theodor Fontane die Nedlitzer Fähre in seinen Wanderungen durch die Mark Brandenburg. 1845 wurde die Brücke bei Nedlitz neu gebaut. Seit 1903 gibt es den zum Sacrow-Paretzer Kanal gehörenden neuen Schifffahrtskanal, den sogenannten Nedlitzer Durchstich. Er schnitt den Besiedlungskern auf der Halbinsel von der restlichen Gemarkung ab; und machte ihn zu einer Insel.

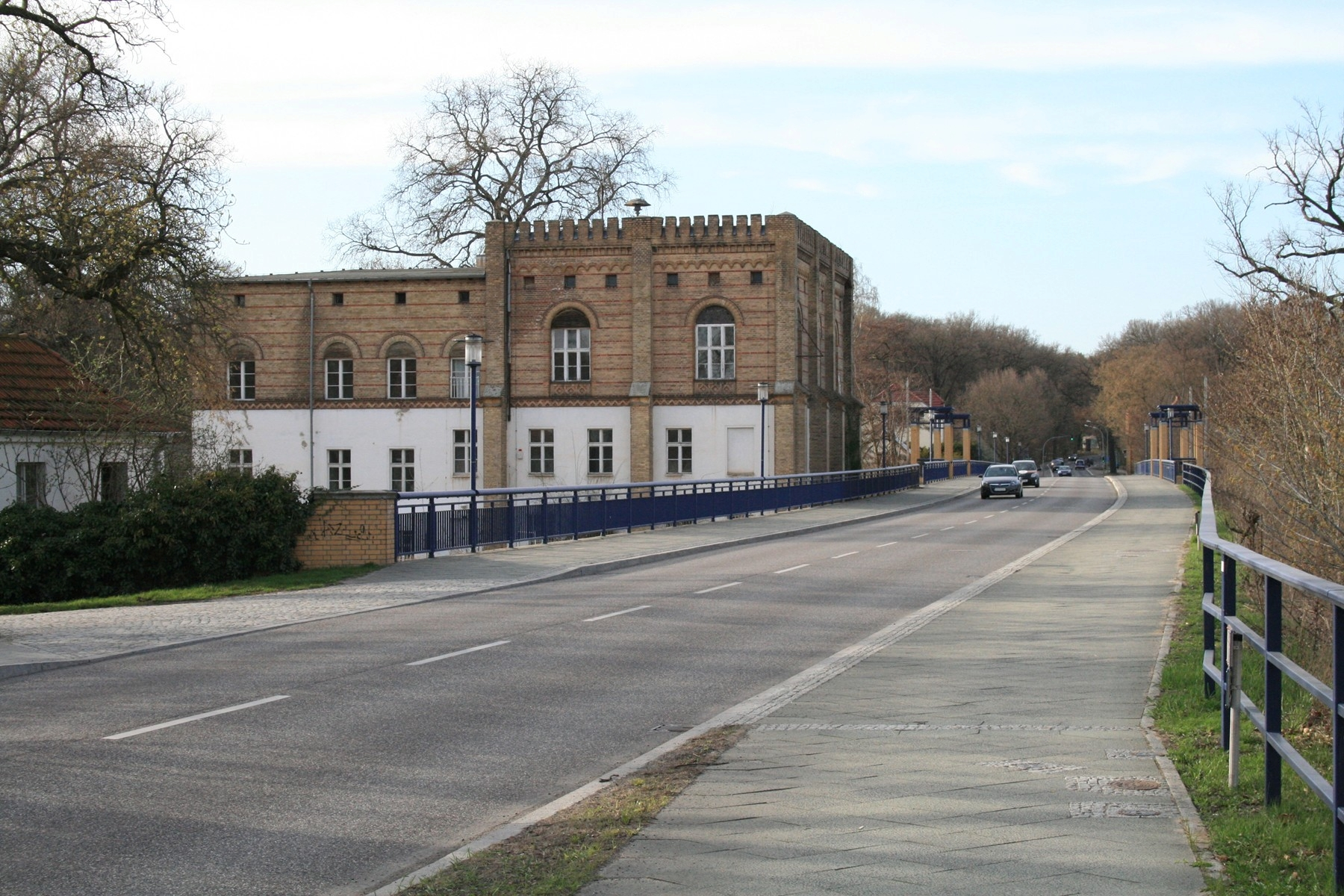
Ehemaliges Fährhaus und Gutshaus des Müller'schen, später Lutze'schen Gutes (gehört heute zu Neu-Fahrland!) und Nordbrücke

### Kirchliche Geschichte
Nedlitz hat keine Kirche und war auch nie Kirchort, sondern 1775 und 1900 nach Bornstedt eingekircht.

### Nedlitz als Ausflugsort

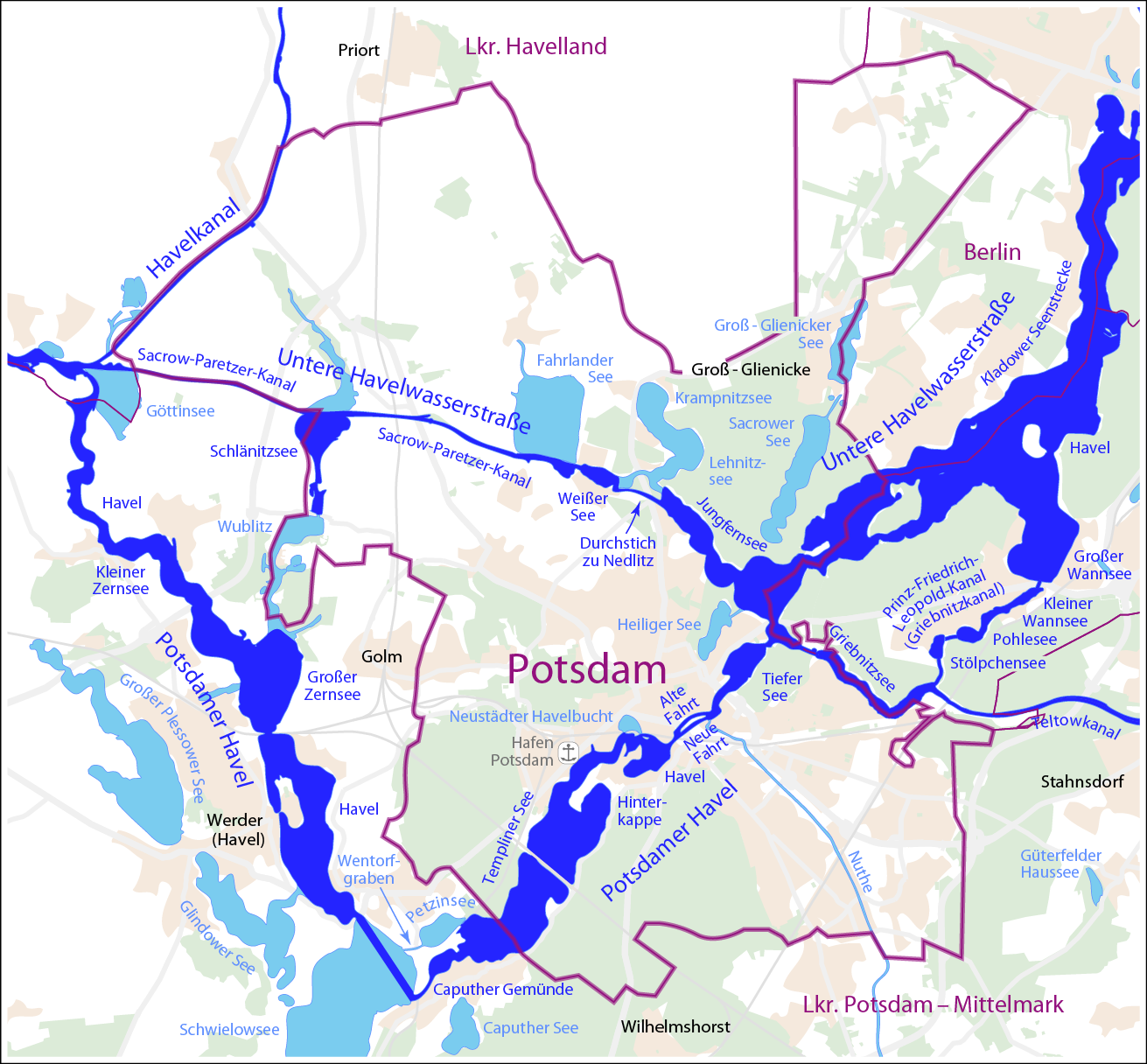
Lage der Insel Nedlitz nördlich des Nedlitzer Durchstiches

1845 begann mit dem Neubau der Nedlitzer Brücke durch den berühmten Architekten Ludwig Persius, der mit dem markanten Brückenturm ein neues Wahrzeichen im Potsdamer Norden schuf, ein neues Zeitalter für Nedlitz. Der kleine, heute überregional kaum bekannte Ort am Jungfernsee begann sich zu einem beliebten Ausflugsziel für Nahtouristen zu entwickeln und spielte um 1900 eine wichtige Rolle im Ausflugsbetrieb der Städte Potsdam und Berlin. Auf dem Gebiet zwischen den Brücken lagen drei Ausflugsrestaurants, das Schweizerhaus, die Römerschanze und das Parkrestaurant, unmittelbar nebeneinander.
Das Schweizerhaus wurde schon um die Mitte des 19. Jahrhunderts als erster Ausschank an dieser Stelle eröffnet. Die beiden anderen Gastwirtschaften folgten um 1890. Als 1903 der neue Schifffahrtskanal, der Nedlitzer Durchstich, welcher zum Sacrow-Paretzer Kanal gehört, südlich dieses Gebietes in Betrieb genommen wurde, lagen alle drei plötzlich auf einer Insel. In der Zeit vor dem Ersten Weltkrieg gehörten die drei Gaststätten zu den größten und beliebtesten Ausflugslokalen im Potsdamer Umland.

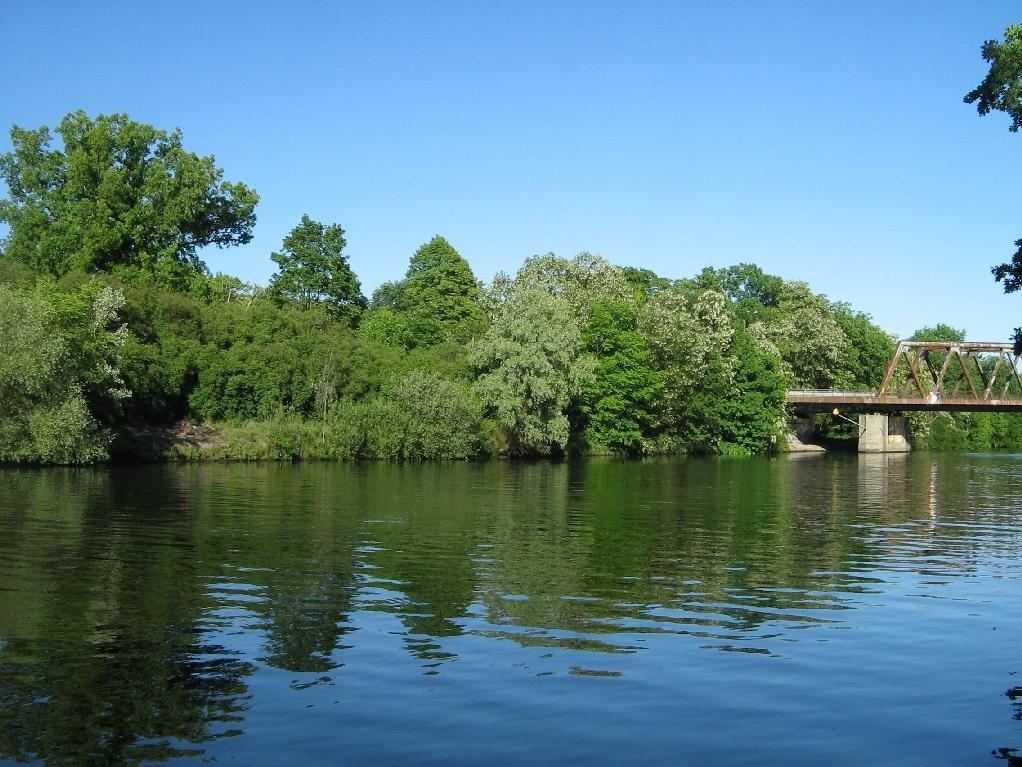
Nedlitzer Durchstich mit der alten Friedensbrücke (Südbrücke) 2007

Nedlitz war damals eine grüne Oase und wegen der guten Erreichbarkeit mittels Kraftpostbussen und per Dampfer ein gern angesteuertes Ziel. In den 1920er- und 1930er-Jahren wurden die drei Restaurants häufig als Ziel von Betriebsausflügen der großen Berliner Industriebetriebe wie Siemens, AEG oder Borsig auserkoren.
Alle drei Restaurants verfügten über Schiffsanleger, um die Anzahl der Dampferanlandungen zu bewältigen. Die Lokale besaßen mehrere Säle und große Gartenterrassen am See. Allein die Römerschanze, benannt nach einem spätbronzezeitlichen Wall im benachbarten Königswald, hatte über 3000 Plätze. Geworben wurde mit „gutem Kaffee und selbstgebackenem Kuchen zu kleinen Preisen und guter Küche“. Im Sommer wurden zusätzlich Zimmer vermietet, es gab Kegelbahnen, Bootsverleih und Spielplätze.

### Das Gut
Die frühere Fährmannsfamilie Müller war durch den Brückenzoll über die Nedlitzer Brücke (die spätere Nordbrücke) wohlhabend geworden und hatte sich ein größeres Gut in Nedlitz zusammen gekauft. 1885 hatte das Gut des Robert Müller eine Gesamtgröße von 330 ha, davon waren 180 ha Acker, 20 ha Wiesen und 130 ha Wald. Der angesetzte Grundsteuerreinertrag betrug 2024 Mark. Es hatte damals Rittergutsqualität und war kreistagsfähig, d. h. der Besitzer des Gutes hatte damit automatisch auch einen Sitz im damaligen Kreistag. Robert Müller war vor 1910 gestorben. Seine Witwe ließ das Gut von einem Administrator namens Steinecke verwalten.
1921 befand sich das Gut im Besitz des Martin Lutze, Fideikommisherr von Topper im Kreis Crossen (Neumark). Er ließ das Gut vom Administrator Walter Lutze verwalten. Das Gut hatte nun eine Größe von 240 ha, davon 110 ha Acker, 15 ha Wiesen und 125 ha Wald. Auf dem Hof wurden 13 Pferde gehalten, davon 2 Zuchtstuten, 10 Kühe und 16 Schweine, davon drei Zuchtsauen. Es war nun nur noch Gut, kein Rittergut mehr. 1929 war das Gut weiter im Besitz des Martin Lutze. Walter Lutze wurde nun aber nicht mehr als Administrator bezeichnet, sondern als Pächter. Das Gut hatte nun eine Größe von 260 ha, davon 145 ha Acker und Gärten, 15 ha Wiesen und 100 ha Wald. Der Grundsteuerreinertrag betrug unverändert 2024 Mark. Der Viehbestand betrug nun 12 Pferde, 20 Stück Rindvieh, davon 14 Kühe, 10 Schafe und 10 Schweine.

### Zerstörungen und Veränderungen seit dem Zweiten Weltkrieg
Der Zweite Weltkrieg und die deutsche Teilung verschonten auch Nedlitz nicht. Wehrmachts-Einheiten sprengten die Nordbrücke (Persius-Brücke) und die Südbrücke der Insel Nedlitz kurz vor Kriegsende. Ihr Wiederaufbau erfolgte bis 1950. Die Brücken waren aber im Laufe der folgenden Jahrzehnte zunehmend weniger den steigenden Verkehrsbelastungen gewachsen. Trotz Protesten wurde die denkmalgeschützte Nordbrücke 2002 abgerissen und durch einen 2003 eingeweihten Neubau ersetzt. Seit 2012 ersetzt eine neue Südbrücke das Vorgängerbauwerk aus den 1950er Jahren.
Das Schweizerhaus, im Krieg schwer beschädigt, diente zunächst als Flüchtlingsnotunterkunft, wurde dann aber nach und nach von dem sich nun auf der Insel ausbreitenden DDR-Autobahnbau-Kombinat (Betriebsteil Potsdam) beseitigt. Dieser Betrieb übernahm später auch die Römerschanze, damit auf dem gesamten Gelände die Berufsausbildung untergebracht werden konnte. Auch die Grenzübergangsstelle Nedlitz war dort angesiedelt, zuständig für den Güterverkehr auf der Transitwasserstraße, der Unteren Havel-Wasserstraße von und nach West-Berlin.
Am Ufer, wo früher die Pavillons standen, wurde ein Heizhaus mit einem fast 30 Meter hohen Schornstein gebaut. Die restlichen Freiflächen der Insel wurden überbaut, sie machte nun eher den Eindruck eines Industriegebiets. Die Weiße Flotte lief Nedlitz noch bis Mitte der 1980er-Jahre an, bis aufgrund der Grenznähe der Linienverkehr eingestellt wurde. Das Parkrestaurant behauptete sich als HO-Gaststätte bis 1990.
Seit der Wiedervereinigung Deutschlands und der daraus resultierenden Schließung des Autobahn-Kombinats prägen Industriebrachen die Nedlitzer Insel. Die verkehrsreiche Bundesstraße 2 bildet eine Schneise quer über die Insel. Die Römerschanze wurde von wechselnden Möbelverkäufern genutzt und nach langem Leerstand im Sommer 2008 abgerissen, auch das Parkrestaurant wird nicht mehr betrieben. Die aus Fachwerk bestehende Grundsubstanz ist erhalten, wird aber komplett abgetragen. Aufgrund des großen Schadensbildes ist eine Sanierung im Verbund nicht möglich. Ein Wiederaufbau ist geplant. Das ehemalige Lokal soll als Wohnhaus und Café genutzt werden.

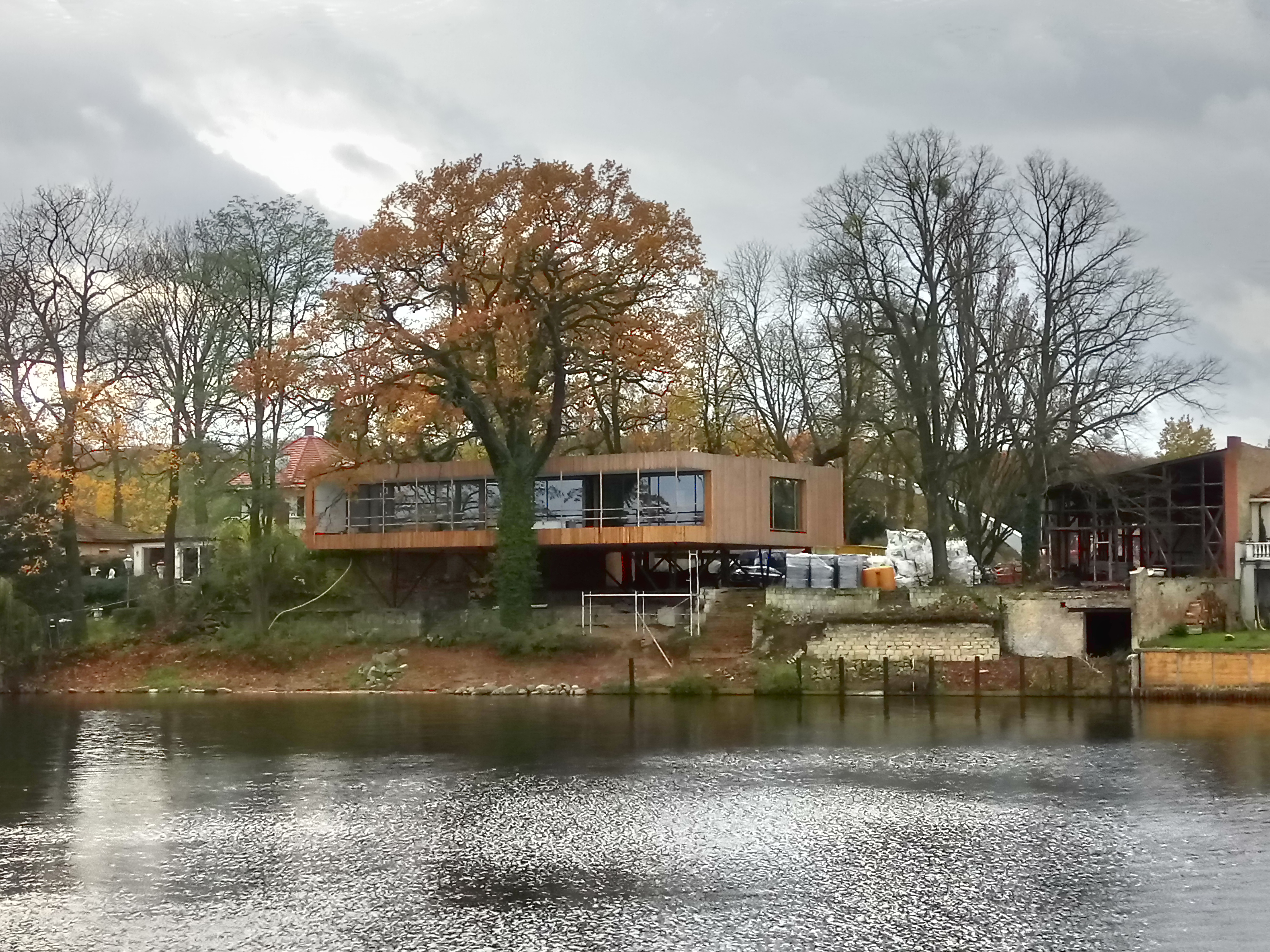
Gelände des ehemaligen Parkrestaurants

### NedlitzerGraue Kasernen
Die ab 1934 erweiterten Nedlitzer Kasernen (Graue Kasernen nördlich der ehemaligen Garde-Artillerie-Kasernen, auch „Rote Kaserne“) wurden nach dem Zweiten Weltkrieg durch sowjetische Truppen genutzt. Im Anschluss an den Abzug der Gruppe der Sowjetischen Streitkräfte in Deutschland 1994 wurden die Gebäude abgebrochen. An ihrer Stelle entsteht seit Mitte der 2010er Jahre nach den Plänen von SAP-Gründer Hasso Plattner eine Hochtechnologiestadt samt Wohnviertel. Probleme bereitet kontaminiertes Grundwasser.
In Nedlitz wurde 1965 die Kläranlage Potsdam-Nord in Betrieb genommen, die 1999 umfassend saniert wurde.
Die Nedlitzer Insel mit den Überresten der drei Ausflugslokale wurde 2006 vom niederländischen Immobilienunternehmen Robex erworben, das dort Investitionen von 30 Millionen Euro plante. Zwischenzeitlich erfolgte der Abriss der ehemaligen Gastwirtschaft Römerschanze.
| Jahr      | 1800 | 1817 | 1840 | 1858 | 1875 | 1890 | 1910 | 1925 | 1933 |
| Einwohner | 86   | 82   | 118  | 162  | 153  | 152  | 127  | 193  | 241  |

### Kommunale Geschichte
Im Mittelalter und Frühen Neuzeit gehörte der Ort zum Havelländischen Kreis der Mark Brandenburg. Nach dem Kauf von Nedlitz wies der Kurfürst den Ort dem Amt Potsdam zu. 1734 wurde das neue Amt Fahrland durch Abtrennung von Teilen des Amtes Potsdam geschaffen. Nedlitz wurde nun diesem Amt zugeteilt. Mit der Kreisreform von 1816/17 kam Nedlitz zum Kreis Osthavelland, der bis 1952 Bestand hatte. Mit der Bildung der Amtsbezirke 1874 in der Provinz Brandenburg wurde Nedlitz dem Amtsbezirk 20 Fahrland des Kreises Osthavelland zugeteilt. Zum Amtsvorsteher wurde Domänenpächter Alexander Beussel in Fahrland, zu seinem Stellvertreter Gutsbesitzer Robert Ferdinand Müller in Nedlitz bestimmt. Der Gemeindebezirk umfasste 1900 162 ha.
1928 wurde der Gutsbezirk Havelstrom aufgelöst. Teile davon kamen an die Gemeinde Krampnitz und Fahrland. Die nordwestliche Hälfte des Jungfernsees von der Nedlitzer Brücke-Mitte bis zur Grenze der Gemeinde Nedlitz mit dem Stadtkreis Potsdam und der Gemeinde Nedlitz, sowie eine 69 ha große Exklave des Gutsbezirks Bornim Forst (Jagen 237 bis 240 Nedlitzer Forst) wurden mit dem Gemeindebezirk Nedlitz zur Gemeinde Nedlitz vereinigt. Damit hatte Nedlitz 1931 eine Fläche von 265 ha. Bereits 1935 wurde Nedlitz in den Stadtkreis Potsdam eingegliedert und war seitdem Ortsteil von Potsdam.

## Denkmale und Sehenswürdigkeiten

### Bodendenkmale
Die Denkmalliste des Landes Brandenburg für das Gebiet der Landeshauptstadt verzeichnet für die Gemarkung Nedlitz folgende Bodendenkmale:
- Nr. 2026 Bornim Flur 4/Nedlitz Flur 1: Siedlung deutsches Mittelalter, Siedlung Ur- und Frühgeschichte, Siedlung Bronzezeit, Siedlung slawisches Mittelalter
- Nr. 2186 Nedlitz Flur 1: Siedlung römische Kaiserzeit
- Nr. 2187 Nedlitz Flur 1: Siedlung Neolithikum, Siedlung slawisches Mittelalter, Siedlung Bronzezeit
- Nr. 2188 Nedlitz Fluren 1 und 3: Siedlung slawisches Mittelalter, Siedlung Neolithikum
- Nr. 2189 Nedlitz Flur 1: Siedlung römische Kaiserzeit
- Nr. 2190 Nedlitz Flur 1: Grab Bronzezeit, Siedlung Neolithikum, Einzelfund Bronzezeit, Einzelfund slawisches Mittelalter, Einzelfund römische Kaiserzeit, Einzelfund Paläolithikum,

Rast- und Werkplatz Mesolithikum
- Nr. 2191 Nedlitz Fluren 1 und 3: Gräberfeld Ur- und Frühgeschichte, Siedlung Bronzezeit, Produktionsstätte Neuzeit
- Nr. 2192 Nedlitz Flur 1: Gräberfeld Ur- und Frühgeschichte
- Nr. 2037 Nedlitz Flur 1, Neu Fahrland Flur 3: Siedlung Bronzezeit, Gräberfeld Neolithikum, Siedlung römische Kaiserzeit, Siedlung Neolithikum
- Nr. 2055 Nedlitz, Flur 1, Neu Fahrland, Fluren 2 und 3: Weg Neuzeit, Einzelfund deutsches Mittelalter, Siedlung römische Kaiserzeit, Gräberfeld Bronzezeit
- Nr. 2066 Nedlitz Flur 1, Neu Fahrland Flur 3: Siedlung Ur- und Frühgeschichte

### Bauwerke
Die Denkmalliste verzeichnet zwar keine Baudenkmale in Nedlitz, aber folgende Bauten sind durchaus sehenswert:
- Fährhaus und späteres Gutshaus (Umbau von Ludwig Persius)
- Nordbrücke (Persiusbrücke 2002 abgerissen, 2003 durch historisierenden Neubau ersetzt)
- Ehemalige Gaststätte Parkrestaurant auf der Nedlitzer Insel (alle drei Bauwerke liegen heute auf der Gemarkung Neu Fahrland!)
- Landhaus Dr. Heymann, 1930/31 von dem Architekten J. A. Campbell im englischen Landhausstil errichtete Villa am Fahrländer Damm 9, im Volksmund „Klein-Cecilienhof“ genannt.

## Verkehr
Durch Nedlitz verläuft die Bundesstraße 2, die eine schnelle Anbindung zur Potsdamer Innenstadt ermöglicht.
Neben mehreren Buslinien hat auch die Tramlinie 96 seit 2017 ihre Endhaltestelle im Süden der Gemeinde am Campus Jungfernsee. Die neue Trasse wurde am 9. Dezember 2017 gegen 10:30 Uhr von den Geschäftsführern der ViP Verkehrsbetrieb Potsdam GmbH, Martin Grießner und Oliver Glaser, gemeinsam mit Potsdams Oberbürgermeister Jann Jakobs, der Staatssekretärin Ines Jesse vom Ministerium für Infrastruktur und Landesplanung Brandenburg, dem ViP-Aufsichtsratsvorsitzenden, Burkhard Exner, und Stadtwerke-Geschäftsführer Horst Müller-Zinsius eingeweiht und das symbolische Band durchschnitten. Baubeginn war der 24. Oktober 2016.

## Mit Nedlitz verbundene Personen
- Henrik Galeen, Schriftsteller, Regisseur und Filmschauspieler, wohnte in den 1930er Jahren in Nedlitz[41][42]
- Wolfgang Wegener, bildender Künstler, lebte ab 1971 bis zu seinem Tod 2002 in Nedlitz

## Bilder

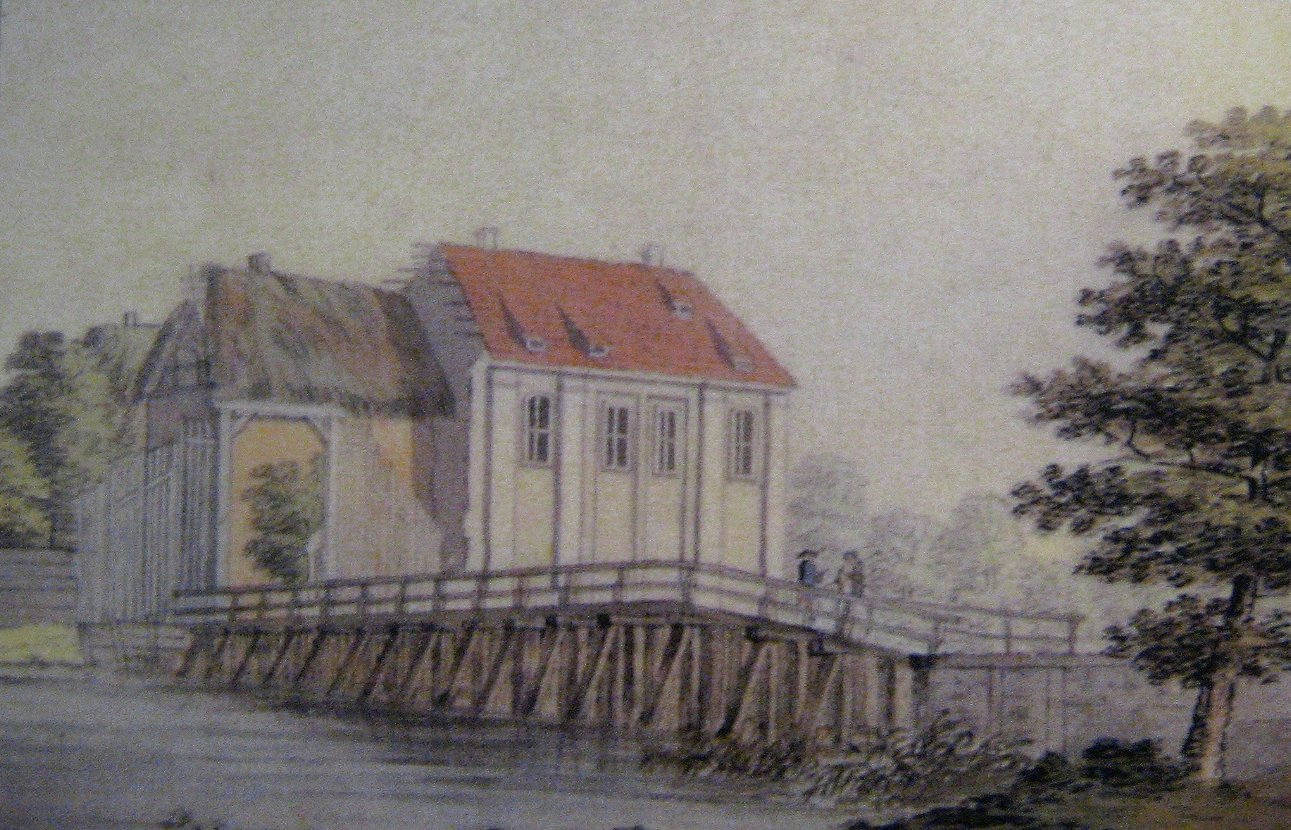
Nedlitzer Brücke um 1790
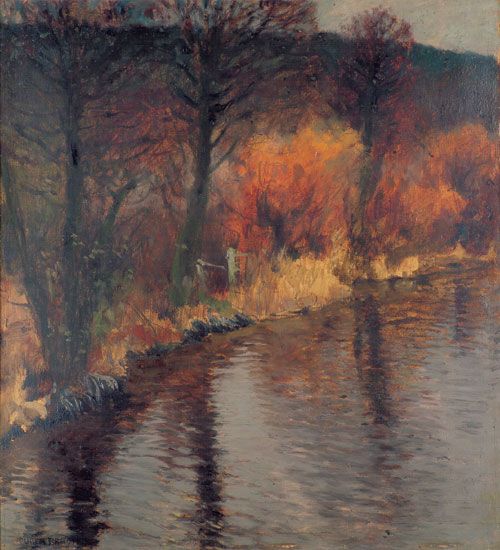
Eugen Bracht, Nedlitz Blick von der Brücke 1899
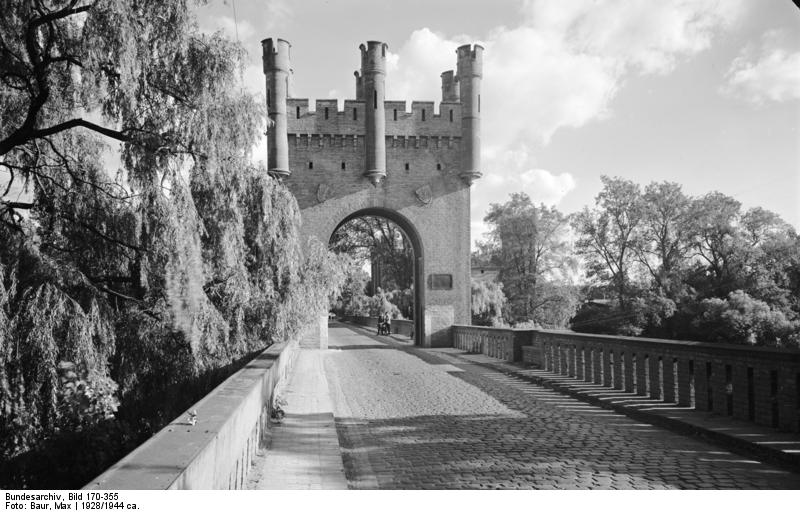
Nedlitz Nordbrücke 1928
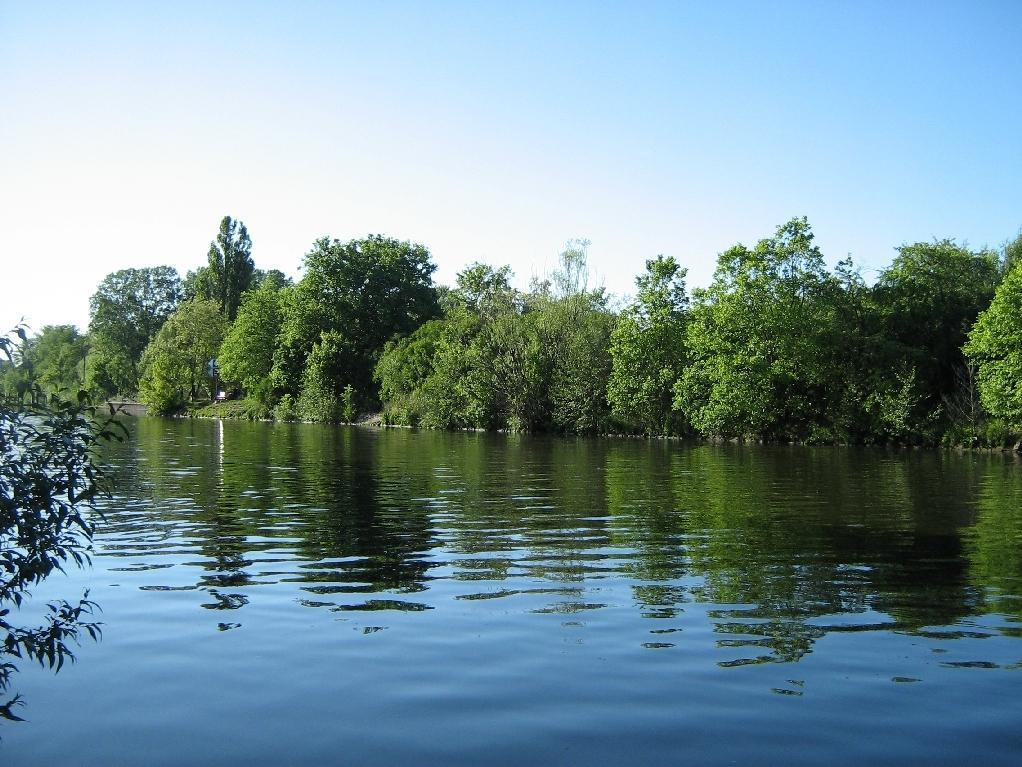
Nedlitzer Durchstich von der Friedensbrücke (Südbrücke) Richtung Westen
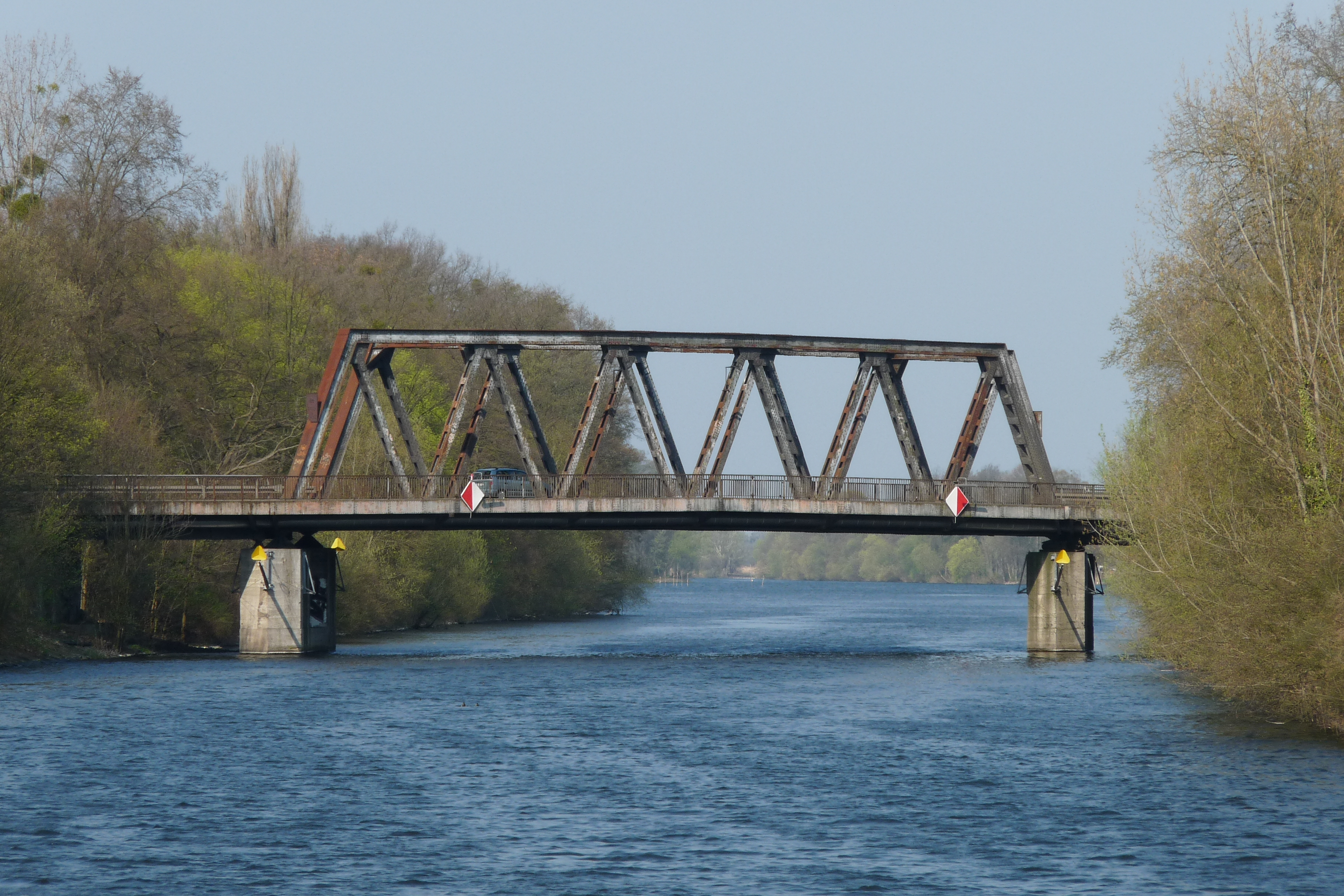
Alte Südbrücke vom Jungfernsee gesehen, 2009
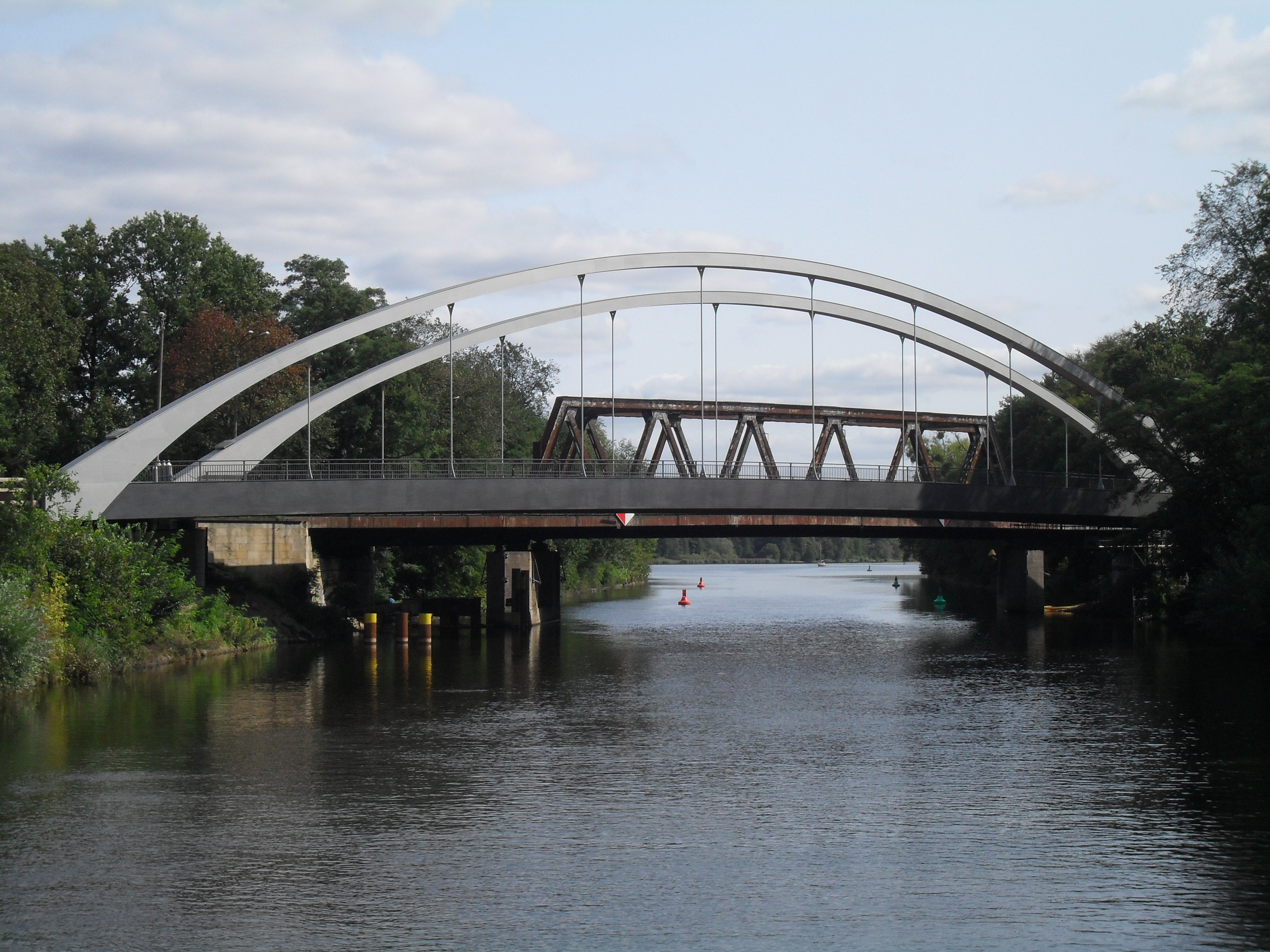
Nedlitzer Südbrücke während der Bauarbeiten 2011
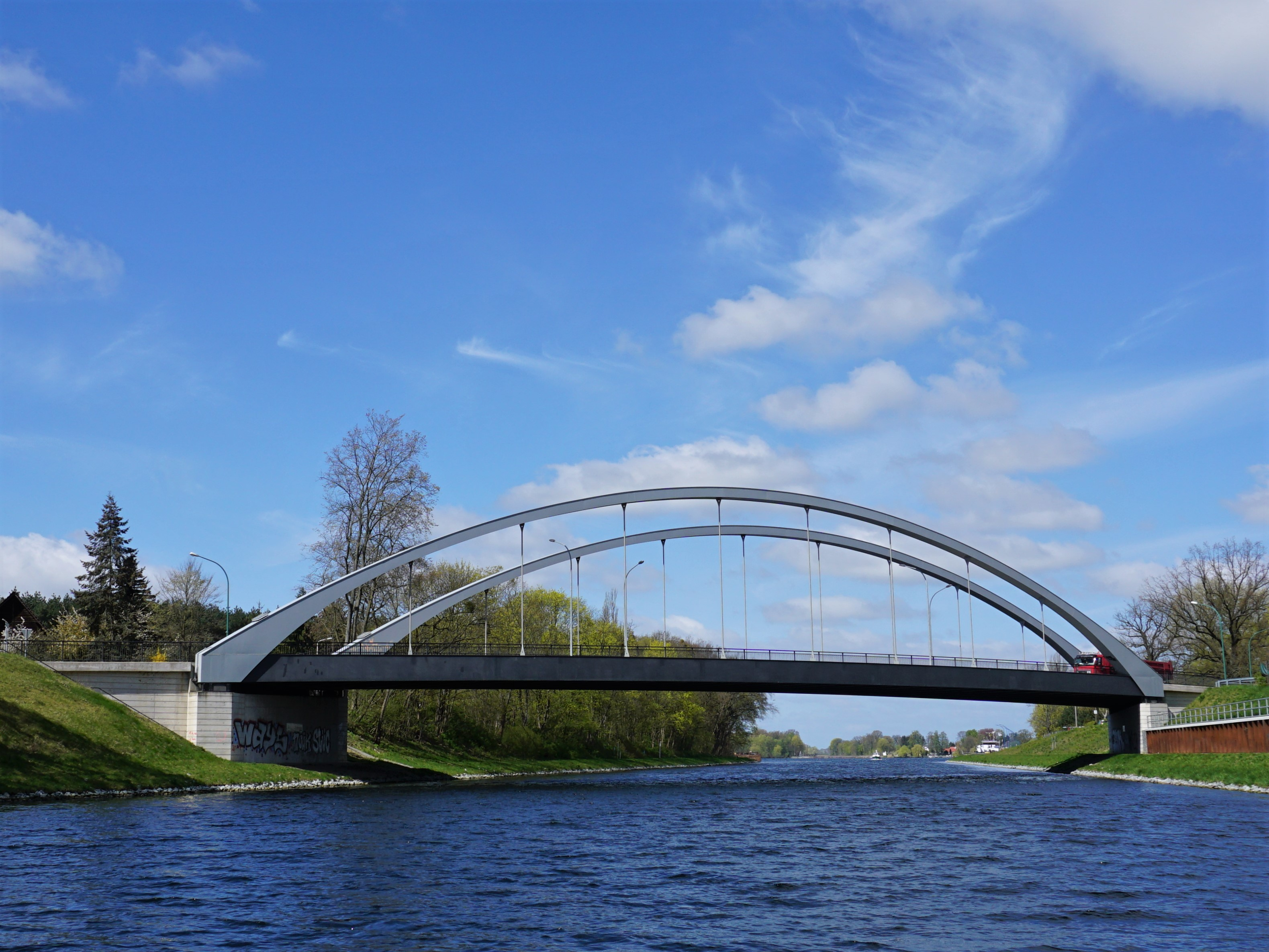
Nedlitzer Südbrücke nach Abschluss der Bauarbeiten, 2016